# Selección de baloncesto de Moldavia
La selección de baloncesto de Moldavia es el equipo formado por jugadores de nacionalidad moldava que representa a la Federación de Baloncesto de Moldavia en las competiciones internacionales organizadas por la Federación Internacional de Baloncesto (FIBA) o el Comité Olímpico Internacional (COI): los Juegos Olímpicos, la Copa Mundial de Baloncesto y el EuroBasket.
En el pasado, Moldavia ha competido principalmente en competiciones más pequeñas, como el Campeonato Europeo de Países Pequeños, donde ganaron medallas de plata en 2008 y 2012.

## Historial

### Copa Mundial
Resultado General: No ocupa puesto
| Copa Mundial de Baloncesto |
| --- |
| - 1950: No calificó - 1954: No calificó - 1959: No calificó - 1963: No calificó - 1967: No calificó - 1970: No calificó - 1974: No calificó - 1978: No calificó - 1982: No calificó - 1986: No calificó - 1990: No calificó - 1994: No calificó - 1998: No calificó - 2002: No calificó - 2006: No calificó - 2010: No calificó - 2014: No calificó - 2019: No calificó - 2023: No calificó - 2027: TBD |

### Juegos Olímpicos
| Baloncesto en los Juegos Olímpicos |
| --- |
| - Berlín 1936: No calificó - Londres 1948: No calificó - Helsinki 1952: No calificó - Melbourne 1956: No calificó - Roma 1960: No calificó - Tokio 1964: No calificó - México 1968: No calificó - Múnich 1972: No calificó - Montreal 1976: No calificó - Moscú 1980: No calificó - Los Ángeles 1984: No calificó - Seúl 1988: No calificó - Barcelona 1992: No calificó - Atlanta 1996: No calificó - Sídney 2000: No calificó - Atenas 2004: No calificó - Pekín 2008: No calificó - Londres 2012: No calificó - Río 2016: No calificó - Tokio 2020: No calificó - París 2024: No calificó |

### EuroBasket
| EuroBasket |
| --- |
| - 1935: No participó - 1937: No participó - 1939: No participó - 1946: No participó - 1947: No participó - 1949: No participó - 1951: No participó - 1953: No participó - 1955: No participó - 1957: No participó - 1959: No participó - 1961: No participó - 1963: No participó - 1965: No participó - 1967: No participó - 1969: No participó - 1971: No participó - 1973: No participó - 1975: No participó - 1977: No participó - 1979: No participó - 1981: No participó - 1983: No participó - 1985: No participó - 1987: No participó - 1989: No participó - 1991: No participó - 1993: No participó - 1995: No participó - 1997: No participó - 1999: No participó - 2001: No participó - 2003: No participó - 2005: No participó - 2007: No participó - 2009: No participó - 2011: No participó - 2013: No participó - 2015: No participó - 2017: No participó - 2022: No participó - 2025: TBD |

### Campeonato Europeo División C
| 1988: | No participó     | 1990: | No participó     | 1992: | No participó |  |  |
| 1994: | No participó     | 1996: | No participó     | 1998: | No participó |  |  |
| 2000: | No participó     | 2002: | 5° Lugar         | 2004: | No participó |  |  |
| 2006: | 4° Lugar         | 2008: | Medalla de plata | 2010: | 4° Lugar     |  |  |
| 2012: | Medalla de plata | 2014: | No participó     | 2016: | No participó |  |  |
| 2018: | No participó     | 2021: | No participó     |       |              |  |  |

## Palmarés
- Campeonato Europeo de Baloncesto de los Países Pequeños:
  -  Subcampeón (2): 2008, 2012